# Europeiska monetära systemet
Europeiska monetära systemet (EMS) var ett samarbete mellan medlemsstaterna inom Europeiska ekonomiska gemenskapen med syfte att undvika alltför stora växelkursfluktuationer, då dessa ansågs vara skadliga för handel, investeringar och ekonomisk tillväxt. Systemet innebar att Europeiska fonden för monetärt samarbete, som hade upprättats i april 1973 med säte i Luxemburg, fick möjlighet att ta emot valutareserver från medlemsstaterna. I utbyte fick fonden befogenhet att utfärda ecu, en valutaenhet som definierades genom en valutakorg av medlemsstaternas nationella valutor. Genom Europeiska växelkursmekanismen knöt alla medlemsstater, utom Storbritannien, den 13 mars 1979 sina nationella valutor till ecun.
Till följd av Bretton Woodssystemets kollaps 1971 och det efterföljande misslyckandet med valutaormen beslutade Europeiska rådet vid sitt sammanträde i Bryssel, Belgien, den 4–5 december 1978 att ett nytt monetärt system skulle inrättas. Europeiska monetära systemet inrättades följaktligen den 1 januari 1979 i enlighet med en förordning som utfärdades av Europeiska gemenskapernas råd. Det var dock inte förrän den 13 mars 1979 som det operativa förfarandet för Europeiska monetära systemet fastställdes genom ett avtal mellan de nationella centralbankerna.
Efter en kris 1992 reformerades delar av Europeiska monetära systemet för att tillåta större växelkursfluktuationer och minska risken för valutaspekulationer. Under 1990-talet fullföljdes planen om att skapa en ekonomisk och monetär union med en gemensam valuta. Den 1 januari 1994 inrättades Europeiska monetära institutet, som ersatte Europeiska fonden för monetärt samarbete. Den 1 juni 1998 ersattes institutet i sin tur av Europeiska centralbanken. Genom införandet av euron den 1 januari 1999 upphörde de sista delarna av Europeiska monetära systemet att gälla och en andra etapp av växelkursmekanismen påbörjades inom ramen för den ekonomiska och monetära unionen. Det var dock inte förrän den 18 maj 2006 som förordningen om Europeiska monetära systemet slutligen upphävdes.